# Tanarthrus cochisus
Tanarthrus cochisus es una especie de coleóptero de la familia Anthicidae.

## Distribución geográfica
Habita en Arizona (Estados Unidos).